# 2 Pedro 1
2 Pedro 1 es el primer capítulo de la Segunda Epístola de Pedro del Nuevo Testamento de la Biblia cristiana. Compuesto por Simón Pedro, uno de los primeros Doce Apóstoles de Jesús. Contiene saludos y enseñanzas sobre la llamada de Dios y el testimonio de la gloria de Cristo.

## Texto
- La carta original fue escrita en griego koiné.
- Algunos de los manuscritos antiguos más antiguos que contienen este capítulo en griego incluyen:
  - Papiro 72 (siglo III/IV d. C.)
  - Codex Vaticanus (~325-350 M)
  - Codex Sinaiticus (~330-360 M)
  - Codex Alexandrinus (~400-440 M)
  - Codex Ephraemi Rescriptus (~450 d. C.; se conservan: versículos 2-21)
- Este capítulo está dividido en 21 versículos.

## Estructura de la carta
- 1. La carta tiene una estructura bastante clara. Comienza con el saludo epistolar, semejante al de otros escritos del Nuevo Testamento (1,1-2), y termina con una exhortación a la perseverancia (3,17-18). El cuerpo de la carta tiene tres secciones diferenciadas: 
  - I. La primera (1,3-21) es una llamada a mantenerse fieles a la doctrina recibida.
  - II. La segunda (2,1-22) es una larga diatriba contra los falsos doctores que llevan una vida pervertida y pretenden corromper a los demás.
  - III. La tercera (3,1-16) trata de la Parusía, refuta falsas opiniones y propone la verdadera enseñanza.[3]

## Contenido del capítulo 1
- Saludo. Versículos 1-2
- Los bienes concedidos por Dios. Versículos 3-4
- Las virtudes cristiaanas. Versículos 5-11
- Testamento espiritual. Versículos 12-15
- La Trnsfiguración garantiza la Parusía. Versículos 16-18
- Las profecías y la Parusía. Versículos 19-21

### Saludo. Versículos 1-2
1-Simón Pedro, siervo y apóstol de Jesucristo, a cuantos por la justicia de nuestro Dios y Salvador Jesucristo les ha tocado en suerte una fe tan preciosa como la nuestra: 
2-gracia y paz en abundancia para vosotros, mediante el conocimiento de Dios y de Jesús, Señor nuestro.

#### Comentarios a los versículos 1-2
Esta carta, similar a la de Judas, busca reafirmar la esperanza en la segunda venida de Cristo. Se exhorta al cristiano a profundizar en la fe recibida y a confiar en la enseñanza apostólica, evitando a los falsos maestros que, al no esperar la segunda venida, promueven una vida inmoral que les traerá juicio divino. En contraste, se asegura que la «segunda venida del Señor», aunque parezca tardar, es una realidad cierta, lo cual demanda vigilancia. El conocimiento de Dios y de Jesucristo proviene de una fe recta que exige coherencia en la conducta. Este enfoque responde a enseñanzas erróneas que distorsionan la fe auténtica. Además, el texto subraya la divinidad de Jesucristo, llamado «nuestro Dios y Salvador». El saludo incluye «gracia y paz», que sintetizan los dones de la vida cristiana.

### Los bienes concedidos por Dios. Versículos 3-4
3-Su divino poder nos ha concedido cuanto se refiere a la vida y a la piedad, mediante el conocimiento del que nos ha llamado por su propia gloria y potestad: 
4-con ello nos ha regalado los preciosos y más grandes bienes prometidos, para que por éstos lleguéis a ser partícipes de la naturaleza divina, tras haber escapado de la corrupción que reina en el mundo a causa de la concupiscencia.

#### Comentarios a los versículos 3-4
Dios, con su poder, ha elegido a los Apóstoles y les ha concedido gracias admirables para que todos los hombres lleguen a ser «partícipes de la naturaleza divina» (v. 4). En esta breve fórmula, que ha tenido un papel muy importante en la reflexión teológica y en especial sobre la doctrina de la gracia, se resumen los frutos que esos preciosos bienes producen en los cristianos. Como consecuencia de la unión de la naturaleza humana y la naturaleza divina en la Persona del Verbo el hombre es divinizado:

El Hijo de Dios se hizo hombre para hacernos Dios.

Esa «divinización» es, al mismo tiempo, el inicio y la meta definitiva de la vida cristiana. Inicio, en cuanto que es incorporación a Cristo mediante el Bautismo, y lleva consigo —a través de la gracia y la filiación divina adoptiva— el participar de la misma vida de Dios. Meta definitiva, en cuanto que esa participación llegará a su plenitud y se perfeccionará definitivamente en el Cielo, al contemplar a Dios «tal cual es» (1 Jn 3,2). De todos modos, la Santísima Trinidad inhabita —ya en esta vida— en el alma en gracia.

La fe nos dice que el hombre, en estado de gracia, está endiosado.

### Las virtudes cristiaanas. Versículos 5-11
5-Por esa razón, debéis poner de vuestra parte todo esmero en añadir a vuestra fe la virtud, a la virtud el conocimiento, 
6-al conocimiento la templanza, a la templanza la paciencia, a la paciencia la piedad, 
7-a la piedad el amor fraterno, al amor fraterno la caridad. 
............
10-Por tanto, hermanos, poned el mayor esmero en fortalecer vuestra vocación y elección. Porque si os comportáis de este modo, no tropezaréis jamás. 
11-Así se os abrirá de par en par la entrada en el reino eterno de nuestro Señor y Salvador Jesucristo.

#### Comentarios a los verssículos 5-11
A la iniciativa divina se ha de responder con la fe y la práctica de las virtudes, y alcanzar así la meta y la plenitud a la que Dios llama. Para el cristiano, las virtudes no son un fin en sí mismas, sino medio necesario para alcanzar el conocimiento de Cristo; quien no se ejercitase en las virtudes se incapacitaría para verle. 

Por medio de estas virtudes, si las ponemos en práctica, Dios se nos deja ver; pero si no las practicamos, no podemos ver a Dios.

 Por eso, Teresa de Jesús insistía en la necesidad de no separar contemplación y esfuerzo por crecer en la virtud: 

Torno a decir que es menester no poner vuestro fundamento sólo en rezar y contemplar; porque si no procuráis virtudes y hay ejercicio de ellas, siempre os quedaréis enanas, y aun plega a Dios que sea sólo no crecer, porque ya sabéis que quien no crece, descrece.

Entre las virtudes, la fe y la caridad que se mencionan son principio y término de la vida. El principio es la fe; el término, la caridad. Las dos, trabadas en unidad, conducen a Dios, y todo lo demás que atañe a la perfección y santidad se sigue de ellas. 

### Testamento espiritual. Versículos 12-15
12-Por eso procuraré siempre recordaros estas cosas, por más que las sepáis y estéis firmes en la verdad que ya poseéis. 
13-Considero que es mi deber —mientras permanezca en esta tienda— estimularos con mis exhortaciones, 
14-porque sé que pronto tendré que abandonarla, según me lo ha manifestado nuestro Señor Jesucristo. 
15-Y procuraré que incluso después de mi partida podáis recordar estas cosas en todo momento.

#### Comentarios a los versículos 12-15
En este pasaje queda reflejada la finalidad de la carta, que tiene carácter de «testamento espiritual»: traer a la memoria las verdades cristianas y estimular a los fieles en la práctica de las virtudes. La imagen de la tienda de los nómadas es muy expresiva de lo efímero de la vida del hombre sobre la tierra. 

Es semejante a como los peregrinos, dejando las tiendas, vuelven a su casa después de terminar la peregrinación. O como vuelven a la patria los que habían salido en campaña, después de hacer huir o vencer al enemigo. Porque saben que sólo en el cielo está su propia casa, su ciudad y su patria.

### La Trnsfiguración garantiza la Parusía. Versículos 16-18
16-Pues os hemos dado a conocer el poder y la venida futura de nuestro Señor Jesucristo, no siguiendo fábulas ingeniosas, sino porque hemos sido testigos oculares de su majestad. 
17-En efecto, él fue honrado y glorificado por Dios Padre, cuando la suprema gloria le dirigió esta voz: «Éste es mi Hijo, el Amado, en quien tengo mis complacencias». 
18-Y esta voz venida del cielo la oímos nosotros estando con él en el monte santo.

#### Comentarios a los verssículos 16-18
La autoridad apostólica que afirma la condición divina de Jesús no se fundamenta en «fábulas ingeniosas», sino en el testimonio de quienes presenciaron la revelación de Dios en el monte Tabor. La Transfiguración de Cristo constituye una garantía de la verdad sobre la Parusía, su segunda venida, que algunos rechazaban. En aquel momento, Jesús mostró de manera pasajera su divinidad, pero al final de los tiempos esta se manifestará plenamente y de forma definitiva.

### Las profecías y la Parusía. Versículos 19-21
19-Y tenemos así mejor confirmada la palabra de los profetas, a la que hacéis bien en prestar atención como a una lámpara que alumbra en la oscuridad, hasta que alboree el día y el lucero de la mañana amanezca en vuestros corazones. 
20-Pues ante todo debéis saber que ninguna profecía de la Escritura depende de la interpretación privada, 
21-porque nunca profecía alguna ha venido por voluntad humana, sino que, impulsados por el Espíritu Santo, aquellos hombres hablaron de parte de Dios.

#### Comentarios a los versículos 19-21
El testimonio de los profetas confirma la verdad de la Parusía, ya que constituye la Palabra de Dios. Por esta razón, las Escrituras no admiten interpretaciones «privadas» ni arbitrarias, evitando que se reduzcan a sentimientos personales o especulaciones míticas. El versículo 21 resalta la naturaleza de la inspiración bíblica: la Sagrada Escritura fue escrita bajo la acción del Espíritu Santo. En la elaboración de los textos sagrados, Dios y el autor humano colaboraron de manera que el resultado es plenamente divino y plenamente humano. Por ello, como subraya el autor, la interpretación de la Escritura debe ser fiel y no subjetiva. La Iglesia ha recibido el encargo y el ministerio de custodiar y explicar auténticamente la Palabra de Dios.

El oficio de interpretar auténticamente la palabra de Dios escrita o transmitida ha sido confiado únicamente al Magisterio vivo de la Iglesia, cuya autoridad se ejerce en el nombre de Jesucristo. Este Magisterio, evidentemente, no está sobre la palabra de Dios, sino que la sirve, enseñando solamente lo que le ha sido confiado, por mandato divino y con la asistencia del Espíritu Santo la oye con piedad, la guarda con exactitud y la expone con fidelidad, y de este único depósito de la fe saca todo lo que propone como verdad revelada por Dios que se ha de creer.